# فلاش-كلرد هورور
فلاش-كلرد هورور (باليابانية: 肉色の怪، بالروماجي: Niku Iro no Kai) (بالإنجليزية: Flesh-Colored Horror)‏ هي مانغا يابانية من تأليف ورسم جونجي إيتو، نشرت من قبل أساهي سونوراما في مجلة هالوين الشهرية، منذ نوفمبر عام 1988 حتى يوليو عام 1995. تم تجمع فصول المانغا في مجلد تانكوبون واحد، نشر في 25 ديسمبر عام 1997. هذه المانغا هي المجلد الثالث من مجموعة جونجي إيتو.

## القصة
- الشعر الطويل في العلية (باليابانية: 屋根裏の長い髪، بالروماجي: Yaneura no Nagai Kami)
- موافقة (باليابانية: 許し، بالروماجي: Yurushi)
- خلية النحل (باليابانية: 蜂の巣، بالروماجي: Hachinosu)
- موت الشباب (باليابانية: 薄命، بالروماجي: Hakumei)
- منحوتات بدون رأس (باليابانية: 首のない彫刻، بالروماجي: Kubi no Nai Choukoku)
- فلاش-كلرد هورور (باليابانية: 肉色の怪، بالروماجي: Niku-iro no Kai)

## وصلات خارجية
- فلاش-كلرد هورور على موقع ANN manga (الإنجليزية)